# Elife E7
Gionee Elife E7 — смартфон компании Gionee, работающий под управлением операционной системы Android 4.2.2 Jelly Bean. Смартфон выпускается в двух модификациях: E7 и E7L.

## Внешний вид и органы управления
Внешний вид корпуса из глянцевого пластика чёрного, белого, красного, синего, зелёного, жёлтого цветов типичен для смартфонов под управлением Android. Большую часть передней панели занимает дисплей под защитным стеклом; над ним — речевой динамик, объектив передней камеры, датчики освещения и приближения и сигнальный светодиод; под ним — панель с тремя сенсорными кнопками. В верхней части задней панели располагаются объектив основной камеры, светодиодная вспышка, отверстие микрофона системы шумоподавления, в нижней части — логотип производителя. На левой грани находится слот для microSIM-карты, на правой — кнопка-качалка регулировки громкости, на верхней — аудио-разъём mini-jack и кнопка выключения питания и блокировки, на нижней — разъём mini-USB, музыкальный динамик, речевой микрофон и декоративная решётка.

## Аккумулятор и время работы
На смартфоне установлен литий-полимерный аккумулятор ёмкостью 2500 мА·ч. Производителем заявлено следующее время работы:
- режим разговора — 27 ч (GSM), 22 ч (WCDMA);
- просмотр видео — 10 ч;
- прослушивание музыки — 35 ч;
- интернет-доступ — 7 ч.

## Отзывы в прессе
Смартфон получил в целом положительные оценки. Среди достоинств назывались хорошее соотношение цены и качества, комплектация, сборка корпуса, дисплей без воздушной прослойки, высокая производительность, громкий динамик; среди недостатков — глянцевый пластик корпуса, неудобное расположение кнопки питания, отсутствие сервисов Google, большое количество предустановленных программ и сервисов, бесполезных за пределами Китая, относительно слабый и несъёмный аккумулятор, отсутствие поддержки карт памяти, качество работы наушников и камеры, плохая реализация GPS, ошибки в программном обеспечении.
Было отмечено, что большой размер корпуса приносит определённые неудобства при использовании в качестве телефона, но в то же время большой дисплей делает более комфортной работу с программами.